# 壱岐古墳群
壱岐古墳群（いきこふんぐん）は、長崎県壱岐市にある古墳群。6基が国の史跡に指定されている。

## 概要
壱岐島中央部に分布する古墳群で、主要古墳として前方後円墳2基・円墳4基の計6基が国の史跡に指定されている。6基はそれぞれ次の通り。
- 対馬塚古墳 - 前方後円墳（墳丘長63メートル）。
- 双六古墳 - 前方後円墳（墳丘長91メートル：壱岐島ひいては長崎県最大）。
- 笹塚古墳 - 円墳（直径66メートル）。
- 兵瀬古墳 - 円墳（直径54メートル）。
- 掛木古墳 - 円墳（南北22.5メートル、東西18メートル）。
- 鬼の窟古墳 - 円墳（直径45メートル）。

古墳群の築造は6世紀後半の対馬塚古墳に始まり、続く双六古墳の後は円墳に変わって6世紀末頃まで続いたと見られる。ただし追葬は7世紀まで行われている。壱岐島には長崎県の半数に及ぶ古墳256基が残存し、そのうち前方後円墳は10基あるが、壱岐古墳群で2基を占める。また壱岐古墳群の上記6基は壱岐の他地域とは異なる大規模な古墳であり、当時の首長墓の系譜をなすと見られている。副葬品としては中国産・新羅産の遺物が多く見られ、6世紀・7世紀の東アジア交流の様子も色濃く残している。
被葬者に関しては、特に後世の文献に見える壱岐直（いきのあたい、壱岐氏）と関連づける説があるほか、ヤマト王権が対新羅交渉に重用した人物とする説、磐井の乱（527年）の鎮圧で功をなした人物とする説がある。壱岐島では対馬塚古墳以前の横穴式石室墳は知られず、対馬塚古墳で横穴式石室が突如出現する形を示すことから、対馬塚古墳の祖型と見られる福岡平野の古墳を営んだ首長層が、6世紀後半頃に対新羅防衛のため壱岐島に移されたとする説も挙げられている。この壱岐古墳群では壱岐島1島の経済力には似合わない巨石横穴式石室が採用されるが、一方で上述のように新羅系文物の出土も見られることから、ヤマト王権・新羅の双方から壱岐島が外交上の拠点として重要視され関与を受けた様子が指摘される。
1961年（昭和36年）に古墳群のうち鬼の窟古墳が「鬼の窟古墳」として長崎県指定史跡に指定され、2009年（平成21年）には上記6基が「壱岐古墳群」として国の史跡に指定された（鬼の窟古墳の県指定は解除）。また、笹塚古墳・双六古墳の出土品はそれぞれ2007年（平成19年）・2008年（平成20年）に国の重要文化財に指定されている。なお、これら古墳群の南西近くには弥生時代の高地性環濠集落遺跡のカラカミ遺跡があるほか、後世の律令制下には壱岐島分寺が営まれている。

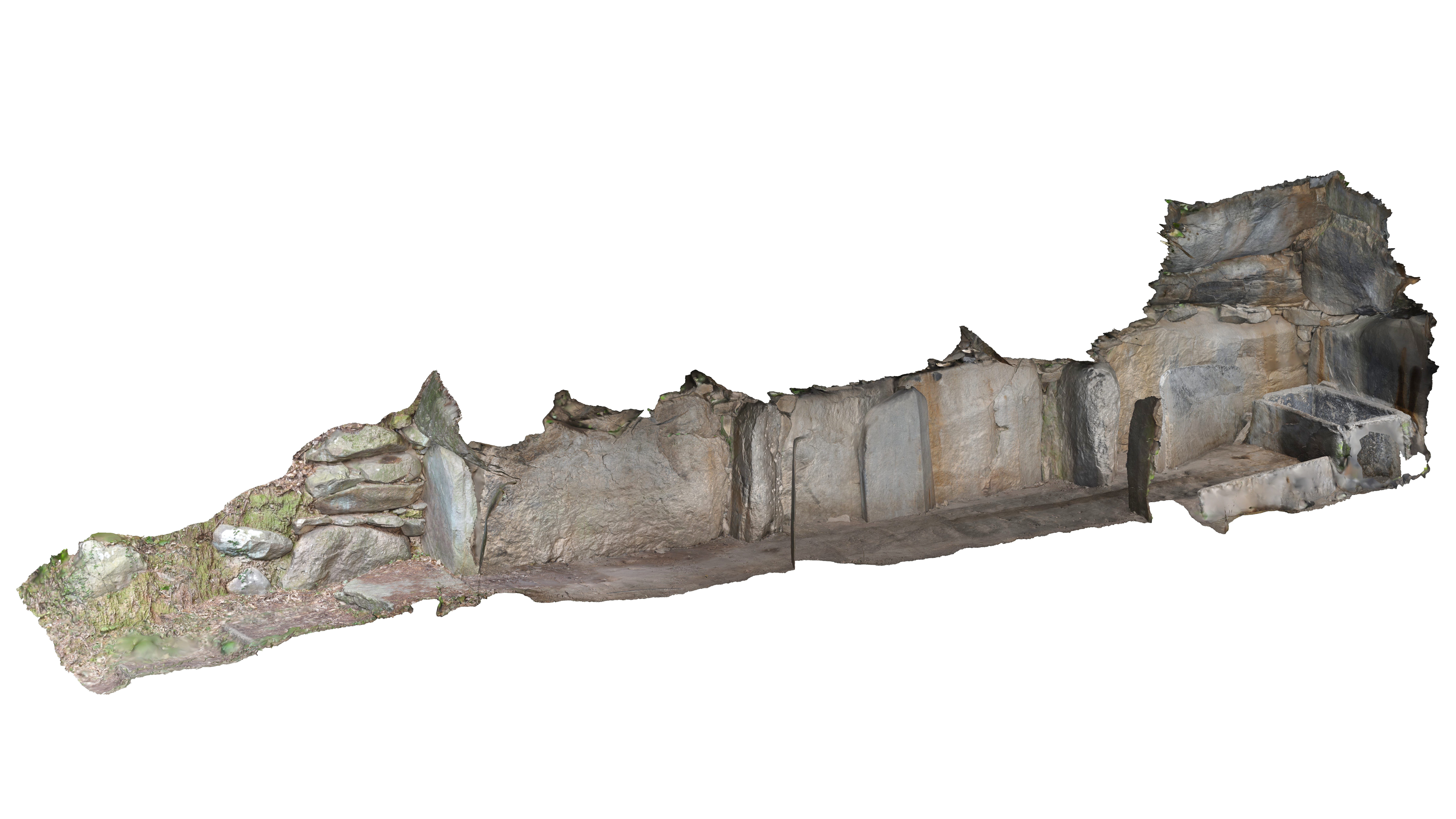
笹塚古墳石室
兵瀬古墳石室
掛木古墳石室
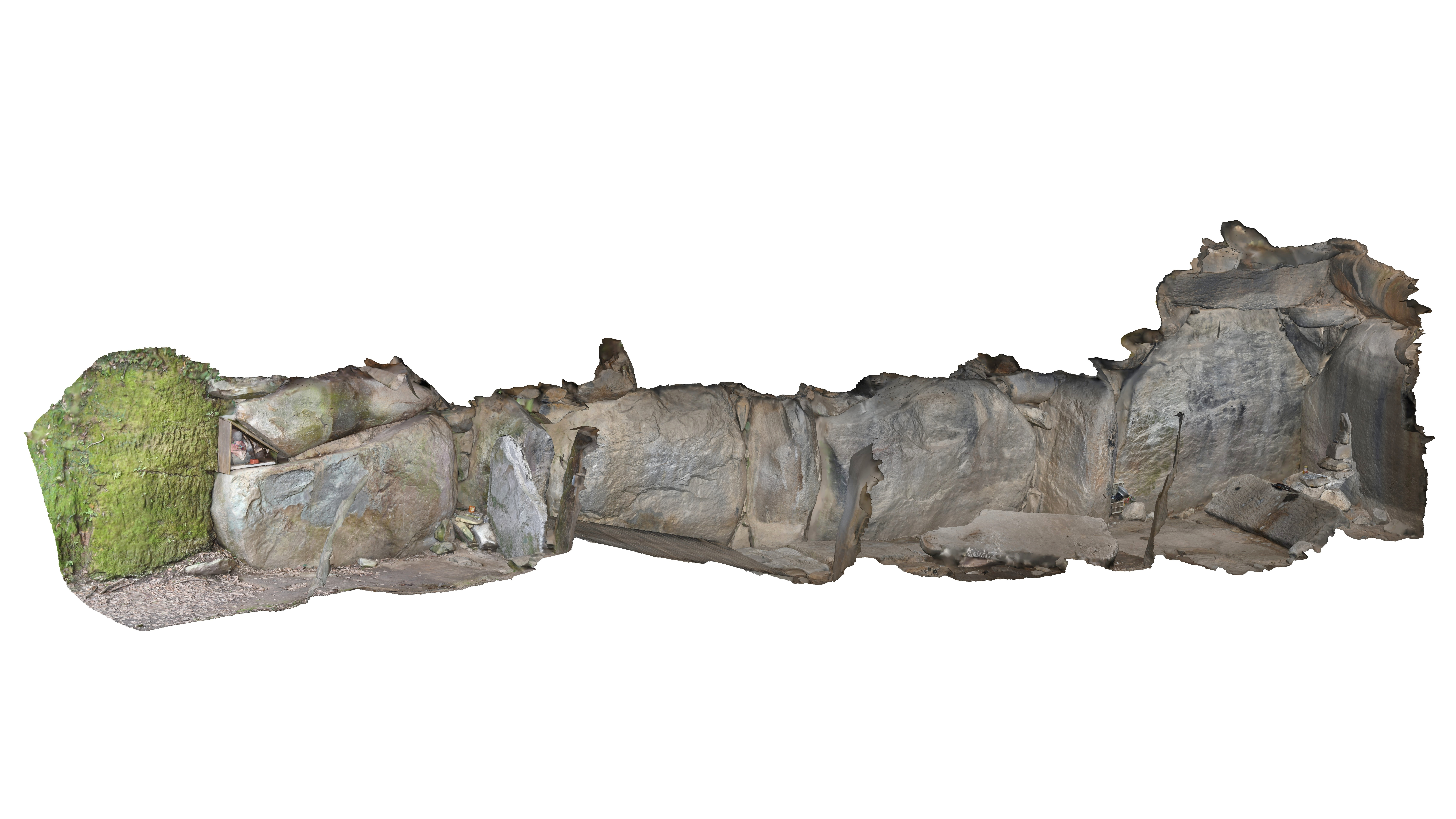
鬼の窟古墳石室

## 文化財

### 重要文化財（国指定）
- 長崎県笹塚古墳出土品（考古資料） - 明細は以下。2007年（平成19年）6月8日指定[7][9]。
  - 金銅亀形飾金具 1点
  - 銀製品 1点
  - 金銅製品 39点
  - 青銅製品 4点
  - 鉄製品 52点
  - ガラス製品 46点
  - 土器 19点
- 長崎県双六古墳出土品（考古資料） - 明細は以下。2008年（平成20年）7月10日指定[8][10]。
  - 金製品 8点
  - 銀製品 54点
  - 金銅製品 58点
  - 青銅製品 14点
  - 鉄製品 102点
  - ガラス製品 93点
  - 石製品 10点
  - 琥珀玉 1点
  - 陶器・土器 72点

### 国の史跡
- 壱岐古墳群
対馬塚古墳・双六古墳・笹塚古墳・兵瀬古墳・掛木古墳・鬼の窟古墳の6基を包括して2009年（平成21年）2月12日指定[2][11]。古墳群のうち、鬼の窟古墳は1961年（昭和36年）11月24日に「鬼の窟古墳」として長崎県指定史跡に指定されていたが、国の史跡指定に伴い県指定は解除[6]。

### 壱岐市指定文化財
- 有形文化財
  - 掛木古墳の家形石棺（石造物）[12]

## 関連施設
- 壱岐市立一支国博物館（壱岐市芦辺町深江鶴亀触） - 壱岐古墳群の出土品を保管・展示。

## 関連文献
（記事執筆に使用していない関連文献）
- 『鬼の窟古墳 -環境整備事業報告書-』芦辺町教育委員会〈長崎県芦辺町文化財調査報告書第4集〉、1990年。 - リンクは奈良文化財研究所「全国遺跡報告総覧」。
- 『県内古墳詳細分布調査報告書 -県内古墳の墳丘・石室の資料化に伴う報告書-』長崎県教育委員会〈長崎県文化財調査報告書第106集〉、1992年。 - リンクは奈良文化財研究所「全国遺跡報告総覧」。
- 『兵瀬古墳 -市内遺跡発掘調査事業に伴う発掘調査-』壱岐市教育委員会〈壱岐市文化財調査報告書第4集〉、2005年。
- 『笹塚古墳 -市内遺跡発掘調査事業に伴う発掘調査-』壱岐市教育委員会〈壱岐市文化財調査報告書第5集〉、2005年。
- 『対馬塚古墳 -市内遺跡発掘調査事業に伴う発掘調査-』壱岐市教育委員会〈壱岐市文化財調査報告書第6集〉、2005年。
- 『双六古墳』壱岐市教育委員会〈壱岐市文化財調査報告書第7集〉、2006年。
- 『壱岐の島の古墳群 -現状調査-』壱岐市教育委員会〈壱岐市文化財調査報告書第20集〉、2012年。